# Loísmo
Le loísmo est un trait dialectal que l'on retrouve dans certains modalités de l'espagnol, essentiellement dans la langue parlée,  et qui consiste en une substitution du pronom « le » (pronom d'objet indirect selon la normative) par le pronom « lo » (pronom d'objet direct selon la normative) dans les cas où l'antécédent est masculin. L'Académie royale espagnole condamna le loísmo en 1874 et le considère comme un vulgarisme.
Dans les cas où l'antécédent est féminin, le phénomène linguistique équivalent est nommé laísmo.